# Schipkau
Schipkau (alt sòrab: Šejkow) és una ciutat alemanya que pertany a l'estat de Brandenburg. Està situada a 50 kilòmetres de Berlín.

## Població
| Població de Schipkau | Població de Schipkau | Població de Schipkau | Població de Schipkau |
| Any                  | Població             | Any                  | Població             |
| -------------------- | -------------------- | -------------------- | -------------------- |
| 2001                 | 8350                 | 2002                 | 8176                 |
| 2003                 | 8028                 | 2004                 | 7808                 |
| 2005                 | 7605                 | 2006                 | 7535                 |
| 2007                 | 7466                 |                      |                      |

## Nuclis habitats
- Drochow (alem. Drochow)
- Klěśišća (alem. Klettwitz)
  - Drjewojske sedlišćo (alem. Treuhandsiedlung)
  - Pśi chórowni (alem. Am Krankenhaus)
- Murjow (alem. Meuro)
- Šejkov (alem. Schipkau),
  - Kružiojske młyn (alem. Krügesmühle)
  - Tšibjeńcke sedlišćo] (alem. Galgenbergsiedlung)
  - R. Luxemburgowe sedlišćo (alem. Rosa-Luxemburg-Siedlung)
- Serchiń (alem. Annahütte)
  - Knězny młyn (alem. Herrenmühle)
  - K. Marxowe sedlišćo (alem. Karl-Marx-Siedlung)
- Wórlica (alem. Hörlitz)

## Ajuntament
El consistori està format per 18 regidors repartits (2008):
- CDU 7 regidors (39,5%)
- Die Linke 4 regidors (20,2%)
- SPD 3 regidors (18,7%)
- UBV, 2 regidors (12,4%)
- Meuroer Bürgerbündnis 1 regidor (5,9%)
- Joachim Kniep, 1 escó